# Pomerânia sueca
A Pomerânia sueca (em sueco:  Svenska Pommern; em alemão:  Schwedisch-Pommern) foi um Domínio sob governação da Coroa sueca entre 1630 e 1815, localizada na costa alemã e polaca do Báltico. Na sequência da guerra polaca e da Guerra dos Trinta Anos, a Suécia ficou com uma vasta extensão de terras na zona sul da costa do Báltico, incluindo a Pomerânia e parte da Livónia e região prussa (dominium maris baltici).
A Suécia, presente na Pomerânia com uma guarnição em Stralsund desde 1628, ficou com o controlo efectivo do Ducado da Pomerânia através do Tratado de Estetino em 1630. Com a Paz de Vestfália em 1648 e com o Tratado de Estetino de 1653, a Suécia recebeu a Pomerânia Ocidental, ou Vorpommern, com as ilhas de Rügen, Usedom e Wolin, e uma faixa da Pomerânia Oriental, ou Hinterpommern. Os tratados de paz foram negociados enquanto a rainha sueca Cristina era menor de idade, e o Império Sueco era governado por membros da Alta aristocracia. Desta forma, a Pomerânia não foi anexada à Suécia tal como as conquistas francesas, o que teria significado a abolição da servidão a qual, desde a lei pomerana dos camponeses de 1616, era ali praticada na sua forma mais severa. Em vez disso, manteve-se parte do Sacro Império Romano-Germânico, tornando os governadores suecos Reichsfürsten (príncipes imperiais) e deixando a nobreza com todo o controlo das zonas rurais e seus habitantes. Enquanto os nobres suecos da Pomerânia era sujeitos à redução quando os reis do final do século XVII reconquistaram o poder político, os termos do Tratado de Vestefália continuaram a evitar a procura de uniformidade política na Pomerânia até à dissolução do Sacro Império Romano-Germânico em 1806.
Em 1679, a Suécia perdeu a maior parte das suas possessões pomeranas a leste do rio Oderpelo Tratado de Saint-Germain-en-Laye, e, em 1720, a Suécia perdeu as suas possessões a sul do rio Peene e a leste do rio Peenestrom pelo Tratado de Estocolmo. Esta áreas foram cedidas à Brandemburgo-Prússia e foram integradas na Pomerânia Brandengurguesa. Também em 1720, a Suécia voltou a possuir o resto do seu domínio no Tratado de Frederiksborg, que tinha sido perdido para a Dinamarca em 1715. Em 1814, resultado das Guerras Napoleónicas, a Pomerânia sueca foi cedida à Dinamarca em troca pela Noruega, no Tratado de Kiel, e, em 1815, como resultado do Congresso de Viena, transferido para a Prússia.